# Krejlerkongen
Krejlerkongen er et tv-program på TV2 Fri, hvor deltagerne skal gætte værdien på forskellige genstande, heriblandt antikviteter, samleobjekter og brugskunst.
Programmet havde premiere den 3. august 2015. Programmets vært er Lasse Rimmer.
Programmet produceres af den danske afdeling af BBC, tidligere STV. 
Det er et dansk originalformat lavet af Carsten Colling, der har været redaktionschef for alle 19 sæsoner. 